# BRICS
Los BRICS, informalmente BRICS+ (tras la incorporación de nuevos países), es una asociación, grupo y foro político y económico internacional de países emergentes, que se ha constituido en un espacio internacional alternativo al G7, integrado por países desarrollados.En términos generales, BRICS es una asociación económico-comercial de las 5 economías nacionales emergentes que en la década de los 2000 presentaban un gran potencial de desarrollo. El nombre de la formación son las iniciales de los 5 primeros Estados miembros plenos.
Fue conformado inicialmente por Brasil, Rusia, India, China y Sudáfrica, y fue creado en 2010 tras la incorporación de Sudáfrica a la ya existente organización BRIC. 
En agosto de 2023, en la XV Cumbre de los BRICS, en la ciudad de Johannesburgo, Sudáfrica, se anunció la entrada para el 1 de enero de 2024 de 6 nuevos países como Estados miembros plenos .De ellos, sólo 4 países se incorporaron al grupo: Egipto, Emiratos Árabes Unidos, Etiopía e Irán. Pero el presidente de Argentina, Javier Milei, decidió no ingresar y rechazó la entrada del país en el grupo. Por otro lado, Arabia Sauditano concluyó las formalidades de ingreso. Actualmente son 10 los Estados miembros plenos.
En octubre de 2024, en la XVI Cumbre, en la ciudad de Kazán, Rusia, los BRICS crearon, para el 1 de enero de 2025, la categoría de Estados miembros asociados. Estos países son estados observadores que no son oficialmente parte del bloque BRICS, pero que reciben apoyo de los miembros de BRICS. El 30 de diciembre de 2024, Arabia Saudita y Turquía decidieron no ingresar. Los siguientes 13 países fueron aceptados como Estados miembros asociados: Argelia, Bielorrusia, Bolivia, Cuba, Indonesia, Kazajistán, Malasia, Nigeria, Tailandia, Turquía, Uganda, Uzbekistán y Vietnam. Tras la ampliación de 2024, el PIB de los BRICS, de haber incluido a Argentina, representaría el 37 % del PIB mundial y el 46 % de la población mundial.
Los BRICS fueron considerados el paradigma de la cooperación Sur-Sur, aunque esta interpretación fue puesta en cuestión dadas las contradicciones entre los intereses de China y los demás miembros, y la pérdida de proyección económica.En el BRICS+ se encuentran países con gran población (China e India por encima de los mil cuatrocientos millones cada uno), y países con enormes territorios como Rusia, China y Brasil, lo que les proporciona una dimensión estratégica, una muy amplia cantidad de recursos naturales, un importante crecimiento de su producto interno bruto (PIB) y, consecuentemente, el aumento de su participación en el comercio internacional en los últimos años.
El 1 de enero de 2025 se formalizó el ingreso de otros doce países como miembros asociados, incluyendo a Indonesia, convirtiéndose así en el primer miembro del sudeste asiático. También ingresó Colombia, pasando a ser el primer país del norte sudamericano en entrar después de Brasil. Como consecuencia de ello, el grupo representa ahora el 40,4% de la riqueza producida en el mundo (en paridad de poder adquisitivo) y el 51% de la población mundial. El acrónimo BRICS+ se ha utilizado informalmente para reflejar una nueva membresía.
Algunas corrientes de opinión de occidente consideran a las instituciones BRICS una alternativa a otras instituciones consolidadas desde hace más tiempo, como las dirigidas por las naciones del bloque G7, que se encuentran entre las principales economías del mundo. Otros describen la agrupación como una unión incoherente de países alrededor del aumento de los objetivos antioccidentales y antiestadounidenses. BRICS ha implementado iniciativas competidoras como el nuevo Banco de Desarrollo, el acuerdo de reserva contingente de BRICS, BRICS Pay, la publicación estadística conjunta de BRICS y la moneda de reserva de canasta BRICS. En sus primeros 15 años, BRICS ha establecido casi 60 instituciones intragrupales y think tanks, cubriendo la agenda en 34 temas diferentes. BRICS ha recibido elogios y críticas de numerosos comentaristas y líderes mundiales.

## Historia
El 20 de septiembre de 2006, los ministros de relaciones exteriores de Brasil, Rusia, India y China se reunieron en Nueva York con motivo del debate general de la Asamblea General de las Naciones Unidas. El ministro de relaciones exteriores ruso, Serguéi Lavrov, declaró que saludaba los «acuerdos interesantes que hablan del interés de los 4 países en institucionalizar nuestra colaboración».
Desde la reunión en Nueva York, los ministros de relaciones exteriores de las naciones del grupo se reunieron cuatro veces, incluyendo una reunión en Ekaterinburgo (Rusia) el 16 de mayo de 2008. La declaración de esta última reunión formuló enfoques comunes a temas importantes de la agenda internacional. Los lazos entre las naciones del grupo se completaron con las reuniones de los ministros de hacienda en São Paulo (Brasil) el 7 de noviembre de 2008 y Londres (Reino Unido) el 13 de marzo de 2009. En esas reuniones se aprobaron declaraciones conjuntas que reflejaban puntos de vista comunes sobre problemas económicos mundiales. Por iniciativa de Rusia, los líderes de las naciones del grupo tuvieron una breve reunión el 9 de julio de 2008 (en el marco de la cumbre del G8 de ese año, celebrada en Japón) para acordar una reunión a gran escala de las naciones BRIC. En diciembre del 2010, los cuatro países acordaron la incorporación de Sudáfrica al mecanismo de los BRIC, así que en la actualidad se emplea BRICS para incluir al país africano. El grupo quería además una reforma más rápida y mayor peso en el Fondo Monetario Internacional. Además, solicitaron al Banco Mundial que «promueva relaciones de igualdad» entre países, en lugar de «mediar entre el Norte y el Sur».
El origen del acrónimo «BRIC», que data de 2001, se debe al economista de Goldman Sachs Jim O'Neill, quien acuñó el nombre para agrupar a los fines del análisis económico a Brasil, Rusia, India y China, países a los que consideraba los principales mercados emergentes. En 2008 los gobiernos de esos cuatro países tomaron la decisión de formar un grupo que les permitiera coordinar políticas y posturas, así como generar un polo de poder global autónomo de Estados Unidos, Europa y Japón, adoptando el acrónimo como nombre oficial del bloque.
Los BRICS tienen por costumbre celebrar una cumbre de todos los estados miembros una vez al año. Hasta ahora, se han producido las siguientes cumbres: 
1. Primera Cumbre el 16 de junio de 2009 en Ekaterimburgo (Rusia),
2. Segunda Cumbre el 15 de abril de 2010 en Brasilia (Brasil),
3. Tercera Cumbre el 14 de abril de 2011 en Sanya (Hainan, China),
4. Cuarta Cumbre el 29 de marzo de 2012 en Nueva Delhi (India);
5. Quinta Cumbre el 26 de marzo de 2013 en Durban (Sudáfrica);
6. Sexta Cumbre entre el 4 y 16 de julio de 2014 en Fortaleza (Brasil),
7. Séptima Cumbre entre los días 8 y 9 de julio de 2015 en la ciudad rusa de Ufá (Baskortostán, Rusia)
8. Octava Cumbre los días 15 y 16 de octubre de 2016 en la villa de Benaulim (Goa, India)
9. Novena Cumbre del 3 al 5 de septiembre de 2017 en Xiamen (China)
10. Décima Cumbre entre el 25 y 27 de julio de 2018 en Johannesburgo (Sudáfrica)
11. Undécima Cumbre entre el 13 y 14 de noviembre de 2019 en Brasilia, la capital de Brasil.
12. Duodécima Cumbre el 11 de noviembre de 2020 celebrada por videoconferencia debido a la pandemia de COVID-19 y organizada por la embajada de Rusia en Lima (Perú).
13. Decimotercera Cumbre celebrada el 17 de septiembre de 2021 en formato virtual y organizada por India
14. Decimocuarta Cumbre el día 23 de junio de 2022 organizada también de manera virtual en Pekín (China)
15. Decimoquinta Cumbre del 22 al 24 de agosto de 2023 celebrada en Johannesburgo (Sudáfrica).
16. Decimosexta Cumbre del 22 al 24 de octubre de 2024 en Kazán (Rusia).
17. Decimoséptima cumbre del 6 y 7 de julio celebrada en Rio de Janeiro (Brasil).

*Ver tabla detallada más abajo, en el apartado "Cumbres"

## La tesisBRIC
Goldman Sachs argumentaba que el potencial económico de Brasil, Rusia, India y China es tal, que pueden convertirse en las cuatro economías dominantes hacia el año 2050. La tesis fue propuesta por Jim O’Neill, economista global en Goldman Sachs, quien escribió un ensayo titulado «Building Better Global Economic BRICS» (Construyendo mejores ladrillos económicos globales), haciendo un juego de palabras entre el acrónimo originado de Brasil, Rusia, India y China, y el vocablo inglés brick, que significa ladrillo. Este término fue acogido rápidamente por analistas y académicos internacionales, pues resumía un concepto oportuno: el de los países muy poblados, con economías ascendentes, una clase media en proceso de expansión, un crecimiento superior a la media global y potenciales herederos del poderío económico limitado a los miembros del llamado «G7», (Estados Unidos, Japón, Alemania, Reino Unido, Francia, Italia, Canadá y la Unión Europea). 

Estas economías se estima que tendrán más del 40 % de la población mundial y tendrán un PIB combinado de 134 951 billones de dólares. En casi cada escala, serían las entidades más grandes en la escena global. Sin embargo, es importante observar que no es el intento de Goldman Sachs el de argumentar que estos cuatro países forman una unión política, tal como la Unión Europea (ya que esta es una unión supranacional) o cualquier asociación que negocia formalmente, como la Asociación de Naciones del Sureste Asiático (ASEAN). Sin embargo, han tomado medidas para aumentar su cooperación política principalmente, pues una manera de influenciar de los Estados Unidos coloca en acuerdos del comercio mayor, o, con la amenaza implícita de la cooperación política, como manera de extraer concesiones políticas de los países desarrollados, tales como la cooperación nuclear propuesta con la India y Brasil. El BRICS es un fuerte competidor de Estados Unidos.

### Soñando con los BRIC: Rumbo a 2050(2003)
La tesis BRIC, defendida en el ensayo Dreaming with BRICs: The Path to 2050, reconoce que Brasil, Rusia, India y China, han cambiado sus sistemas políticos para abrazar la integración en el mercado global. Goldman Sachs predice que China e India, respectivamente, serán los proveedores globales dominantes de tecnología y de servicios, mientras que el Brasil y Rusia llegarán a ser semejantemente dominantes como proveedores de materias primas, aunque los dos últimos ya empezaron a aumentar de manera estupenda sus parques industriales. Se presume así que el paso siguiente será la cooperación dentro del BRIC, puesto que Brasil y Rusia juntos constituyen los mayores surtidores de materiales y alimentos del mundo actual. Así, el BRIC tiene el potencial de formar un bloque económico de enorme alcance con un estatus mayor que del actual G8, G7 + Rusia. Brasil es dominante en biodiversidad, mineral de hierro, etanol y en alimentos, mientras que Rusia tiene una potente industria de armamentos, y también enormes fuentes de petróleo y gas natural. La tesis de Goldman Sachs documenta así cómo las materias primas, el trabajo, la tecnología, y las compañías se han difundido hacia fuera de Estados Unidos a través del mundo.
Después del final de la guerra fría, o aún antes, los gobiernos del BRIC llevaron a cabo reformas económicas o políticas encaminadas a permitir que sus países se incorporaran a la economía mundial. Para competir, estos países han fortalecido mucho la educación, la inversión extranjera directa, el consumo doméstico, la división de los ingresos y el espíritu de empresa doméstico. Según el estudio, India y Brasil tendrán el potencial de crecimiento más rápido entre los cuatro países de BRIC durante los próximos 30 o 50 años. Una razón importante para esto es que la disminución de la población en edad de trabajar sucederá mucho después en India y Brasil que en Rusia y China.

### El informe de la carta recordativa (2004)
El equipo de economía global de Goldman Sachs lanzó en una carta recordativa su estudio inicial sobre el BRIC en el año 2004. Este nuevo informe lleva el análisis un paso adelante y lo enfoca en el impacto que el crecimiento de estas cuatro economías tendrá en los mercados globales. En este informe se estima que la participación de las economías del grupo BRIC en el crecimiento económico mundial, podría elevarse a partir de 20 % en 2003 a más del 45 % en 2025. También, su peso total en la economía mundial se elevaría a partir de aproximadamente 10 % en 2004 a más de 30 % en 2025. Además, entre 2005 y 2015, más de 950 millones de personas en estos países habrán cruzado el umbral del ingreso anual de 5000 USD. En 2025, se calcula que aproximadamente 600 millones de personas en estas economías tendrán ingresos anuales por encima de 25 000 USD. Por lo tanto, la recolección enorme en demanda no estará restringida a las mercancías básicas sino a mercancías calificadas más caras también. Según el informe, primero China e India, y una década más tarde Brasil, sobrepasarán a los EE. UU. como el mercado de automóviles más grande del mundo.
A pesar de que el balance del crecimiento muestra un corrimiento decisivo en favor de las economías del BRICS, la riqueza promedio de los individuos en las economías más avanzadas continuará por encima del promedio de las referidas economías del BRIC. Goldman Sachs estima que para el 2025, el ingreso per cápita del G6 (G8) excederá de 35 000 $, mientras que cerca de 340 millones de personas en las economías del BRIC tendrán niveles de ingresos similares. El informe también destaca la gran ineficacia de la India en el uso de la energía y menciona la dramática subrepresentación de estas economías en los mercados de capitales globales. Estas contradicciones resaltan las poblaciones enormes que existen dentro del BRIC, que hace relativamente fácil obtener una abundancia agregada que eclipse el G6, a pesar de que seguía habiendo niveles de ingreso per cápita por debajo de la media de los países industrializados de hoy día. Este fenómeno afectará también mercados mundiales pues las corporaciones multinacionales procurarán aprovecharse de los potenciales enormes de los mercados en los BRIC produciendo, por ejemplo, automóviles más baratos y otras manufacturas al alcance de los consumidores dentro del BRIC, en lugar de los modelos de lujo que generan la mayor parte de las ganancias a los fabricantes.

### Después de la crisis del 2008
De acuerdo a la publicación de Goldman Sachs, las economías BRIC y N-11, en conjunto, parecen estar surgiendo de la crisis de crédito global mejor que las principales economías.
En la actualidad, varios años desde que se introdujo por primera vez el acrónimo BRIC, y varios años desde que se había estimado el mundo que podría existir en 2050, como el resto del mundo, los BRIC se han enfrentado a una severa crisis en los últimos años. Aunque Rusia ha luchado a través de la crisis, vemos pocas razones por las que no debe seguir siendo considerado como un BRIC, pero aún se cree que Rusia podría llegar a ser más grande que Japón. Los otros tres, Brasil, China e India, están manejando mejor esta crisis.

### Expansión de 2024 (BIREACISEE) o (BRICS+)
En agosto de 2023, en la XV Cumbre de los BRICS, el presidente sudafricano, Cyril Ramaphosa, anunció que Argentina, Egipto, Etiopía, Irán, Arabia Saudita y los Emiratos Árabes Unidos habían sido invitados a unirse al bloque de los BRICS. La membresía plena entró en vigor el 1 de enero de 2024.

#### Argentina
El pedido de la inclusión de la República Argentina fue impulsada principalmente por la India, país con el que Argentina inició conversaciones diplomáticas, que se tradujeron en múltiples visitas mutuas de cancilleres y viceministros, así como de altos jefes de Estado.El pedido fue apoyado por los otros 4 países del BRICS, y se fundamentaba en su enorme territorio, recursos naturales y el tamaño de su economía. El 24 de agosto de 2023 los BRICS anunciaron la invitación a Argentina y otros cinco países para incorporarse a partir del 1 de enero de 2024, de acuerdo a la decisión tomada en la cumbre del bloque realizada en Johannesburgo.
El 29 de diciembre de 2023, tras 19 días del comienzo de la recién llegada gestión de Javier Milei, habiéndose impuesto en las elecciones presidenciales de 2023, Argentina renunció a los BRICS a través de una carta enviada por el propio presidente argentino, Javier Milei.

#### Argelia
En octubre de 2024, Argelia ha abandonado definitivamente su proyecto de candidatura, argumentando que no es deseada en esta organización.

## Cumbres
La agrupación ha celebrado cumbres anuales desde 2009, y los países miembros se turnan para ser anfitriones. Antes de la admisión de Sudáfrica, se celebraron dos cumbres BRIC, en 2009 y 2010. La primera cumbre BRICS de cinco miembros se celebró en 2011. La XI cumbre del grupo se realizó en Brasil del 13 al 14 de noviembre de 2019. La siguiente, la XII, que debía de haberse realizado en Rusia del 21 al 23 de julio de 2020 fue aplazada debido a la pandemia de COVID-19, realizándose de forma virtual 17 de noviembre de 2020.  Las cumbres siguientes, la XIII realizada en la India el 9 de septiembre de 2021 y la XIV en Pekín entre el 23 y el 24 de junio fueron realizadas en formato virtual. La XV Cumbre del grupo que se celebró en la ciudad sudafricana de Johannesburgo el 22 y 23 de agosto de 2023 y en ella se tomó el acuerdo de la ampliación del grupo con la incorporación de seis nuevos miembros a partir de enero de 2024.
| N.º  | Fecha(s) | País anfitrión | Dignatario anfitrión      | Ubicación                                               | Notas |
| ---- | --- | -------------- | ------------------------- | ------------------------------------------------------- | --- |
| 1.a  | 16 de junio de 2009                                                                                           | Rusia          | Dmitri Medvédev           | Ekaterimburgo (Casa Sevastiánov)                        | |
| 2.a  | 15 de abril de 2010                                                                                           | Brasil         | Luiz Inácio Lula da Silva | Brasilia (Palacio Itamaraty)                            | Invitados: Jacob Zuma (Presidente de Sudáfrica) y Riyad al-Maliki (Ministro de Asuntos Exteriores de la Autoridad Nacional Palestina)                                            |
| 3.a  | 14 de abril de 2011                                                                                           | China          | Hu Jintao                 | Sanya (Sheraton Sanya Resort)                           | Primera cumbre en incluir a Sudáfrica junto con los miembros originales. |
| 4.a  | 29 de marzo de 2012                                                                                           | India          | Manmohan Singh            | Nueva Delhi (Taj Mahal Hotel)                           | El BRICS Cable anunció un sistema de cable de comunicaciones submarinas de fibra óptica que transporta telecomunicaciones entre los países del BRICS.                            |
| 5.a  | 26-27 de marzo de 2013                                                                                        | Sudáfrica      | Jacob Zuma                | Durban (Durban ICC)                                     | |
| 6.a  | 14-17 de julio de 2014                                                                                        | Brasil         | Dilma Rousseff            | Fortaleza (Centro de Eventos do Ceará)                  | Se firmaron los acuerdos del Nuevo Banco de Desarrollo y el Acuerdo Contingente de Reservas (ACR). Invitados: Líderes de la Unasur                                               |
| 7.a  | 8-9 de julio de 2015                                                                                          | Rusia          | Vladímir Putin            | Ufá (Sala del Congreso)                                 | Cumbre conjunta con OCS-UEE |
| 8.a  | 15-16 de octubre de 2016                                                                                      | India          | Narendra Modi             | Benaulim (Taj Exotica)                                  | Cumbre conjunta con BIMSTEC |
| 9.a  | 3-5 de septiembre de 2017                                                                                     | China          | Xi Jinping                | Xiamen (Centro Internacional de Conferencias de Xiamen) | Cumbre conjunta con Guinea, México, Tailandia, Egipto y Tayikistán |
| 10.a | 25-27 de julio de 2018                                                                                        | Sudáfrica      | Cyril Ramaphosa           | Johannesburgo (Centro de Convenciones de Sandton)       | |
| 11.a | 13-14 de noviembre de 2019                                                                                    | Brasil         | Jair Bolsonaro            | Brasilia (Palacio Itamaraty)                            | |
| 12.a | 21-23 de julio de 2020 (aplazado debido a la pandemia de COVID-19) 17 de noviembre de 2020 (videoconferencia) | Rusia          | Vladímir Putin            | San Petersburgo                                         | Cumbre conjunta con OCS |
| 13.a | 9 de septiembre de 2021 (videoconferencia)                                                                    | India          | Narendra Modi             | Nueva Delhi                                             | Juegos BRICS 2021 |
| 14.a | 23 de junio de 2022 (videoconferencia)                                                                        | China          | Xi Jinping                | Beijing                                                 | |
| 15.a | 23-24 de agosto de 2023                                                                                       | Sudáfrica      | Cyril Ramaphosa           | Johannesburgo                                           | Invitación a Arabia Saudita, Argentina, Egipto, Emiratos Árabes Unidos, Etiopía e Irán, de los cuales, Argentina y Arabia Saudita decidieron no aceptar.                         |
| 16.a | 22-24 de octubre de 2024                                                                                      | Rusia          | Vladímir Putin            | Kazán                                                   | Se incorporaron al grupo como miembros asociados Argelia, Bielorrusia, Bolivia, Cuba, Indonesia, Kazajistán, Malasia, Nigeria, Tailandia, Turquía, Uganda, Uzbekistán y Vietnam. |
| 17.a | 6 y 7 de julio de 2025                                                                                        | Brasil         | Luiz Inácio Lula da Silva | Rio de Janeiro                                          | No se contó con la presencia del presidente de China Xi Jinping por primera vez, tampoco estuvo el presidente ruso, Vladímir Putin.                                              |

## Los BRICS en números
| Categorías                     | Brasil | Rusia | India | China | Sudáfrica | Egipto | Irán  | EAU   | Etiopía | Indonesia |
| ------------------------------ | ------ | ----- | ----- | ----- | --------- | ------ | ----- | ----- | ------- | --------- |
| Área                           | 5.°    | 1.°   | 7.°   | 3.°   | 24.°      | 29.º   | 17.º  | 117.º | 26.º    | 14.º      |
| Población                      | 7.°    | 9.°   | 1.°   | 2.°   | 23.°      | 14.º   | 19.º  | 96.º  | 13.º    | 4.º       |
| PIB (nominal)                  | 8.°    | 11.°  | 6.°   | 2.°   | 41.°      | 38.º   | 42.º  | 31.º  | 60.º    | 16.º      |
| PIB (PPA)                      | 7.°    | 6.°   | 3.°   | 1.°   | 33°       | 18.º   | 19.º  | 34.º  | 55.º    | 7.º       |
| IDH                            | 87.º   | 52.º  | 132.º | 79.º  | 113.º     | 97.º   | 76.º  | 26º   | 175.º   | 112.º     |
| Exportaciones                  | 25.°   | 16.°  | 10.°  | 1.°   | 40.°      | 62.º   | 52.º  | 11.º  | 112.º   | 28.º      |
| Importaciones                  | 23.°   | 31.°  | 8.°   | 3.°   | 40°       | 47.º   | 73.º  | 26.º  | 95.º    | 28.º      |
| Producción de petróleo         | 6.º    | 2º    | 25.º  | 5.º   | 87.º      | 27.º   | 8.º   | 7.º   | -       | 24.º      |
| Balanza comercial              | 17.°   | 2.°   | 217.° | 1.°   | 185.°     | 206.º  | 24.º  | 5.º   | 188.º   | -         |
| Inversión extranjera directa   | 25.°   | 152.° | 81.°  | 34.°  | 28.°      | 199.º  | 83.º  | 5º    | 58.º    | 38.º      |
| Reservas internacionales       | 9.°    | 5.°   | 4.°   | 1.°   | 37.°      | 52.º   | 31.º  | 20.º  | 108.º   | -         |
| Deuda externa                  | 15.°   | 29.°  | 22.°  | 10.°  | 33.°      | 46.º   | 115.º | 37.º  | 91.º    | 26.º      |
| Biodiversidad                  | 1.º    | -     | 8.º   | 4.º   | 19.º      | -      | -     | -     | -       | 2.º       |
| Consumo de electricidad        | 6.°    | 4.°   | 3.°   | 1.°   | 23.°      | 24.º   | 12.º  | 31.º  | 103.º   | 27.º      |
| Vehículos per cápita           | 25.º   | 66.º  | 152.º | 97.º  | 108.º     | 144.º  | 104.º | 115.º | 189.º   | -         |
| Teléfonos móviles              | 4.°    | 6.°   | 2.°   | 1.°   | 22.°      | 15.º   | 14.º  | 48.º  | 46.º    | 5.º       |
| Número de usuarios de Internet | 7.°    | 8.°   | 2.°   | 1.°   | 29.°      | 12.º   | 13.º  | 55.º  | 39.º    | 5.º       |
| Presupuesto de defensa         | 17.°   | 3.°   | 4.°   | 2.°   | 52.°      | 45.º   | 34.º  |       | 74.º    | 25.º      |
| Tropas activas                 | 13.°   | 5.°   | 2.°   | 1.°   | 56.°      | 10.º   | 7.º   | 57.º  | 38.º    | 12.º      |

## PIB comparativo 2010/2050

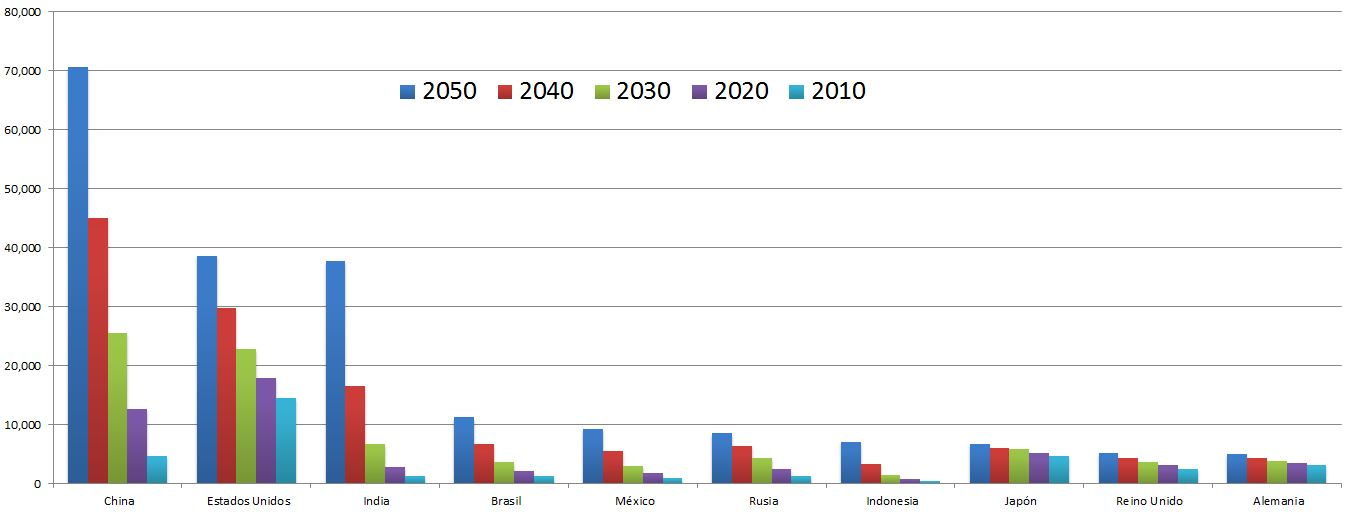
PIB 2050 según Goldman Sachs

### PIB nominal
En la siguiente lista solo se muestran 25 países, la posición que tendrán los BRICS con los G7 y los N-11 en el 2050, también se muestra el crecimiento en porcentaje de estos. No incluye países del G20 como Argentina, Argelia, Australia, Arabia Saudita, España y la Unión Europea.

Los países del BRICS en negrita.
| Rango 2050 | País           | 2050       | 2045      | 2040      | 2035      | 2030      | 2025      | 2020      | 2015      | 2010      | 2006      | Crecimiento 2050/2010 |
| ---------- | -------------- | ---------- | --------- | --------- | --------- | --------- | --------- | --------- | --------- | --------- | --------- | --------------------- |
| 1          | China          | 76 710 000 | 57310000  | 45022000  | 34348000  | 25610000  | 18437000  | 14630000  | 10355000  | 4667000   | 2682000   | 2.636 %               |
| 2          | India          | 37 668 000 | 25278000  | 16510000  | 10514000  | 6683000   | 4316000   | 2848000   | 2048000   | 1256000   | 909000    | 4.143 %               |
| 3          | Estados Unidos | 34 514 000 | 33904000  | 29823000  | 26097000  | 22817000  | 20087000  | 17978000  | 16194000  | 14535000  | 13245000  | 290 %                 |
| 4          | Brasil         | 14 366 000 | 11140000  | 9031000   | 6763000   | 5172000   | 4035000   | 3616000   | 3244000   | 2823000   | 2464000   | 1.068 %               |
| 5          | México         | 13 340 000 | 10510000  | 5471000   | 4102000   | 3068000   | 4265000   | 3341000   | 2554000   | 1476000   | 952000    | 1.097 %               |
| 6          | Japón          | 8 580 000  | 7420000   | 72024000  | 5265000   | 4265000   | 1742000   | 1327000   | 2057000   | 1009000   | 851000    | 8.73 %                |
| 7          | Rusia          | 7 010 000  | 4846000   | 3286000   | 2192000   | 1479000   | 1033000   | 752000    | 562000    | 419000    | 350000    | 2002 %                |
| 8          | Indonesia      | 6 677 000  | 6300000   | 6042000   | 5886000   | 5814000   | 5570000   | 5224000   | 4788000   | 4604000   | 4336000   | 1.53 %                |
| 9          | Reino Unido    | 5 133 000  | 4744000   | 4344000   | 3937000   | 3595000   | 3333000   | 3101000   | 2847000   | 2546000   | 2310000   | 2.22 %                |
| 10         | Alemania       | 5 071 000  | 4851000   | 4788000   | 4761000   | 4360000   | 4131000   | 4019000   | 3820000   | 3083000   | 2851000   | 1.76 %                |
| 11         | Nigeria        | 4 640 000  | 2870000   | 1765000   | 1083000   | 680000    | 445000    | 306000    | 218000    | 158000    | 121000    | 3.834 %               |
| 12         | Francia        | 4 592 000  | 4227000   | 3892000   | 3567000   | 3306000   | 3055000   | 2985000   | 2902000   | 2366000   | 2 194 000 | 209 %                 |
| 13         | Corea del Sur  | 4 083 000  | 3562000   | 3089000   | 2644000   | 2241000   | 1861000   | 1508000   | 1305000   | 1071000   | 887000    | 460 %                 |
| 14         | Turquía        | 3 943 000  | 3033000   | 2300000   | 1716000   | 1279000   | 965000    | 740000    | 572000    | 440000    | 390000    | 1.011 %               |
| 15         | Vietnam        | 3 607 000  | 2569000   | 1768000   | 1169000   | 745000    | 458000    | 273000    | 190000    | 88000     | 55000     | 6.658 %               |
| 16         | Canadá         | 3 149 000  | 2849000   | 2569000   | 2302000   | 2181000   | 1956000   | 1900000   | 1825000   | 1389000   | 1260000   | 249 %                 |
| 17         | Filipinas      | 3 010 000  | 2040000   | 1353000   | 882000    | 582000    | 400000    | 289000    | 215000    | 162000    | 117000    | 2.572 %               |
| 18         | Italia         | 2 950 000  | 2737000   | 2559000   | 2444000   | 2391000   | 2326000   | 2444000   | 2072000   | 1914000   | 1809000   | 163 %                 |
| 19         | Irán           | 2 663 000  | 2133000   | 1673000   | 1273000   | 953000    | 716000    | 544000    | 415000    | 312000    | 245000    | 1.086 %               |
| 20         | Egipto         | 2 602 000  | 1728000   | 1124000   | 718000    | 467000    | 318000    | 229000    | 171000    | 129000    | 101000    | 2.576 %               |
| 21         | Pakistán       | 2 085 000  | 1472000   | 1026000   | 709000    | 497000    | 359000    | 268000    | 206000    | 161000    | 129000    | 1.616 %               |
| 22         | Bangladés      | 1 466 000  | 1001000   | 676000    | 451000    | 304000    | 210000    | 150000    | 110000    | 81000     | 63000     | 2.326 %               |
| 23         | Tailandia      | 1 354 000  | 1301000   | 1298000   | 130100    | 129000    | 120500    | 134600    | 135000    | 1,300,000 | 1,250,000 | 1.234%                |
| 24         | Sudáfrica      | 1 240 000  | 1,235,000 | 1,230,000 | 1,220,000 | 1,210,000 | 1,200,000 | 1,198,000 | 1,150,000 | 1,050,000 | 1,000,000 | 1.123%                |
| 25         | Colombia       | 1 103 000  | 1,100,000 | 1,050,000 | 990,000   | 980,000   | 975,000   | 950,000   | 940,000   | 930,000   | 920,000   | 1.134%                |

- Nota: El color sombreado verde denota el país con mayor crecimiento del 2010 al 2050 y el color sombreado amarillo demuestra lo contrario.

### PIB (nominal) per cápita
Aquí se muestra el PIB per cápita y su crecimiento en porcentaje, nótese que es diferente al crecimiento nominal, esto se debe a que este crece pero su población también. El mayor crecimiento lo tiene Vietnam con un crecimiento de 5,110 %.
| Rango 2050 | País           | 2050    | 2045   | 2040   | 2035   | 2030   | 2025   | 2020   | 2015   | 2010   | 2006   | Crecimiento 2050/2010 | Población 2050 |
| ---------- | -------------- | ------- | ------ | ------ | ------ | ------ | ------ | ------ | ------ | ------ | ------ | --------------------- | -------------- |
| 1          | Estados Unidos | 109.697 | 83.489 | 76.044 | 69.019 | 62.717 | 57.446 | 53.502 | 50.200 | 47.014 | 44.379 | 206 %                 | 390 000        |
| 2          | Corea del Sur  | 93.294  | 75.979 | 63.924 | 53.449 | 44.602 | 36.813 | 29.868 | 26.012 | 21.602 | 18.161 | 497 %                 | 45 000         |
| 3          | Reino Unido    | 84.234  | 73.807 | 67.391 | 61.049 | 55.904 | 52.220 | 49.173 | 45.591 | 41.543 | 38.108 | 207 %                 | 65 000         |
| 4          | Rusia          | 78.576  | 65.708 | 54.221 | 43.800 | 34.368 | 26.061 | 19.311 | 13.971 | 9.833  | 6.909  | 1.137 %               | 130,000,000    |
| 5          | Canadá         | 78.002  | 69.531 | 63.464 | 57.728 | 52.663 | 48.621 | 45.961 | 43.449 | 40.541 | 38.071 | 199 %                 | 45,000,000     |
| 6          | Francia        | 75.253  | 68.252 | 62.136 | 56.562 | 52.327 | 48.429 | 44.811 | 41.332 | 38.380 | 36.045 | 208 %                 | 60,000,000     |
| 7          | Alemania       | 68.253  | 62.658 | 57.118 | 51.710 | 47.263 | 45.033 | 43.223 | 40.589 | 37.474 | 34.588 | 197 %                 | 70,000,000     |
| 8          | Japón          | 66.846  | 60.492 | 55.756 | 52.345 | 49.975 | 46.419 | 42.385 | 38.650 | 36.194 | 34.021 | 196 %                 | 110,000,000    |
| 9          | Brasil         | 63.009  | 49.336 | 42.724 | 33.459 | 26.609 | 20.213 | 18.221 | 16.244 | 14.591 | 12.975 | 879 %                 | 230,000,000    |
| 10         | Italia         | 59.545  | 52.760 | 48.070 | 44.948 | 43.195 | 41.358 | 38.990 | 35.908 | 32.948 | 31.123 | 188 %                 | 50,000,000     |
| 11         | México         | 56.265  | 49.393 | 38.255 | 29.417 | 22.694 | 17.685 | 13.979 | 11.176 | 8.972  | 7.918  | 797 %                 | 150,000,000    |
| 12         | China          | 49.650  | 39.719 | 30.951 | 23.511 | 17.522 | 12.688 | 8.829  | 5.837  | 3.463  | 2.041  | 2.432 %               | 1,450,000,000  |
| 13         | Turquía        | 45.595  | 34.971 | 26.602 | 20.046 | 15.188 | 11.743 | 9.291  | 7.460  | 6.005  | 5.545  | 822 %                 | 90,000,000     |
| 14         | Vietnam        | 33.472  | 23.932 | 16.623 | 11.148 | 7.245  | 4.583  | 2.834  | 1.707  | 1.001  | 655    | 5.110 %               | 110,000,000    |
| 15         | Irán           | 32.676  | 26.231 | 20.746 | 15.979 | 12.139 | 9.328  | 7.345  | 5.888  | 4.652  | 3.768  | 867 %                 | 85,000,000     |
| 16         | Indonesia      | 22.395  | 15.642 | 10.784 | 7.365  | 5.123  | 3.711  | 2.813  | 2.197  | 1.724  | 1.508  | 1.485 %               | 320,000,000    |
| 17         | India          | 20.836  | 14.446 | 9.802  | 6.524  | 4.360  | 2.979  | 2.091  | 1.492  | 1.061  | 817    | 2.550 %               | 1,600,000,000  |
| 18         | Egipto         | 20.500  | 14.025 | 9.443  | 6.287  | 4.287  | 3.080  | 2.352  | 1.880  | 1.531  | 1.281  | 1.600 %               | 140,000,000    |
| 19         | Filipinas      | 20.388  | 14.260 | 9.815  | 6.678  | 4.635  | 3.372  | 2.591  | 2.075  | 1.688  | 1.312  | 1.553 %               | 140,000,000    |
| 20         | Nigeria        | 13.014  | 8.934  | 6.117  | 4.191  | 2.944  | 2.161  | 1.665  | 1.332  | 1.087  | 919    | 1.416 %               | 380,000,000    |
| 21         | Pakistán       | 7.066   | 5.183  | 3.775  | 2.744  | 2.035  | 1.568  | 1.260  | 1.050  | 897    | 778    | 908 %                 | 300,000,000    |
| 22         | Bangladés      | 5.235   | 3.767  | 2.698  | 1.917  | 1.384  | 1.027  | 790    | 627    | 510    | 427    | 1.225 %               | 200,000,000    |
| 23         | Tailandia      | 5,124   | 4,987  | 4,000  | 3,980  | 3,750  | 3,650  | 3,320  | 3,100  | 2,950  | 2,550  | 1.200%                | 75,000,000     |
| 24         | Sudáfrica      | 4,405   | 4,330  | 4,223  | 4,150  | 3,950  | 3,750  | 3,560  | 3,420  | 3,220  | 2,950  | 1.115%                | 75,000,000     |
| 25         | Colombia       | 4,306   | 4,250  | 4,125  | 4,000  | 3,800  | 3,780  | 3,450  | 3,120  | 2,930  | 2,840  | 1.112%                | 60,000,000     |

- Nota: El color sombreado verde denota el país con mayor crecimiento del 2010 al 2050 y el color sombreado amarillo demuestra lo contrario.

## Críticas
La principal crítica que ha recibido el concepto de BRIC es que no define a un grupo homogéneo, que en sí mismo no define un nuevo camino de desarrollo capitalista, sino que continúa el modelo estadounidense.

## Líderes en la actualidad

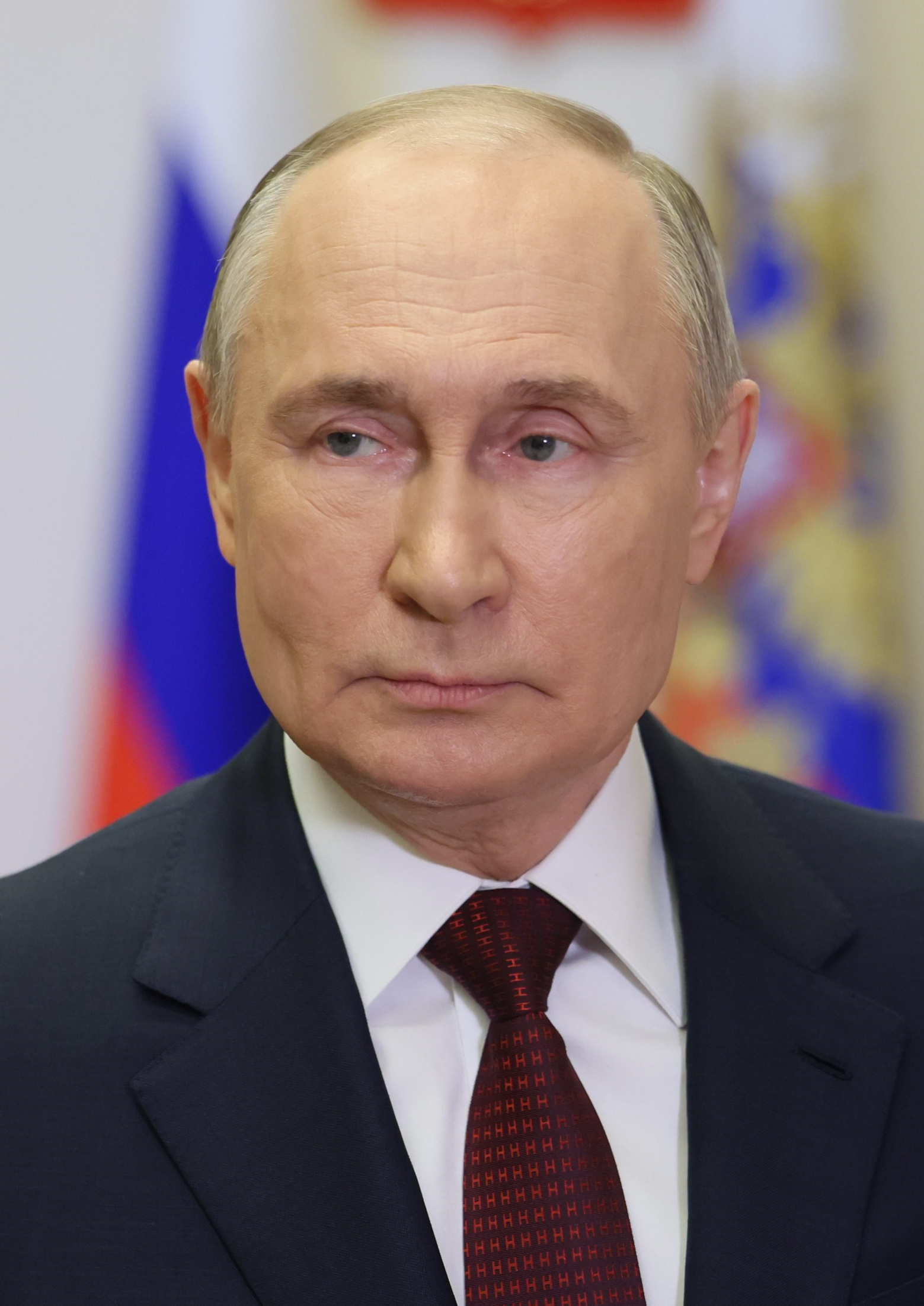
Vladímir Putin, Rusia.
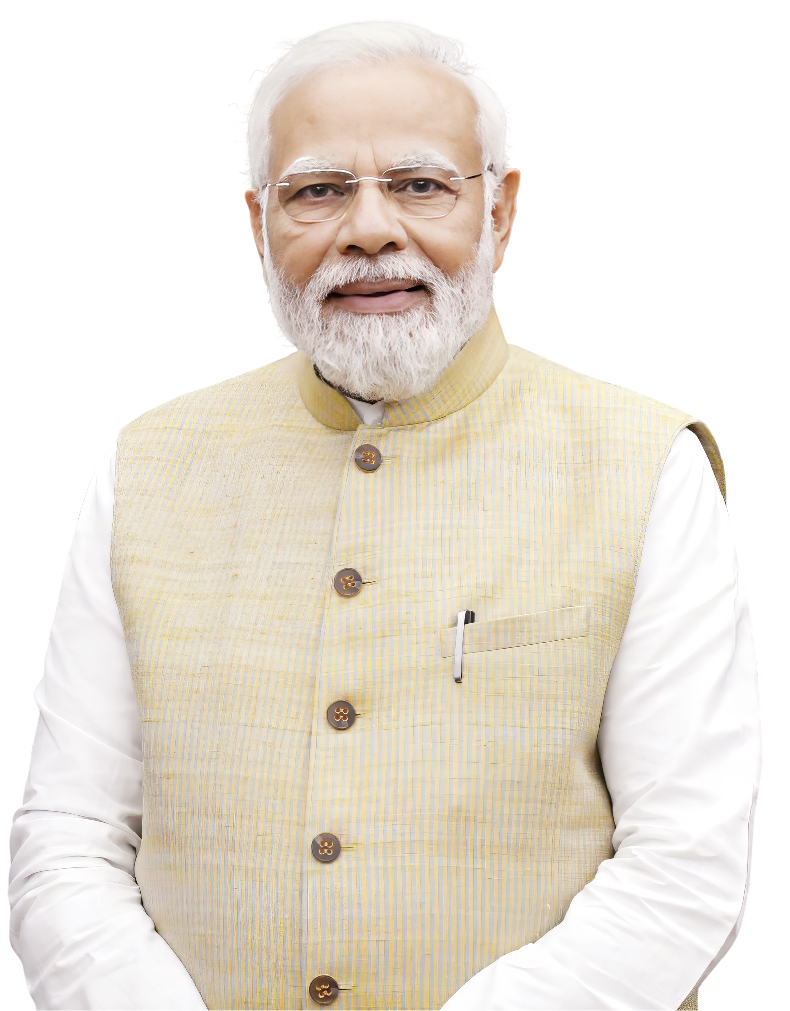
Narendra Modi, India.
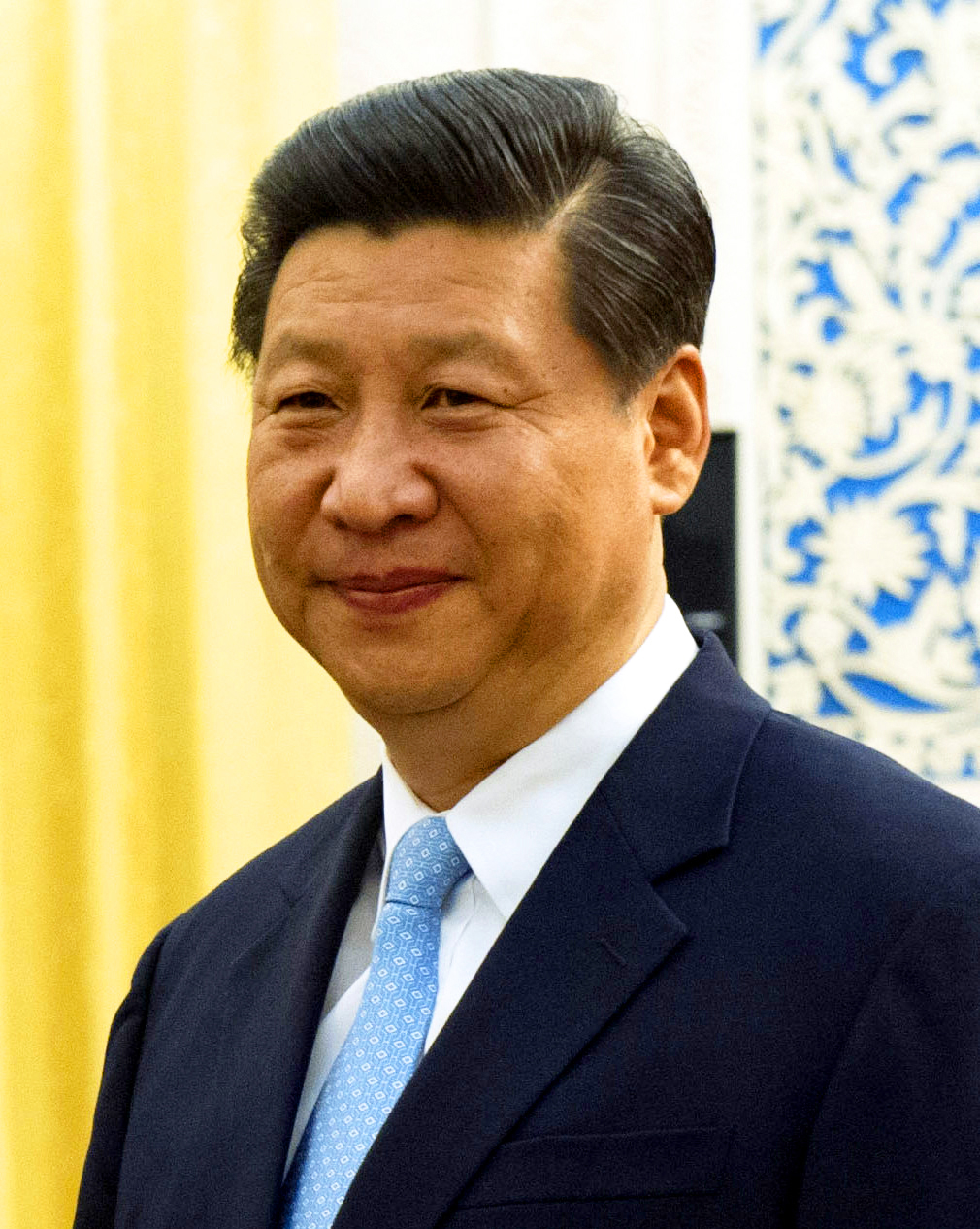
Xi Jinping, China.
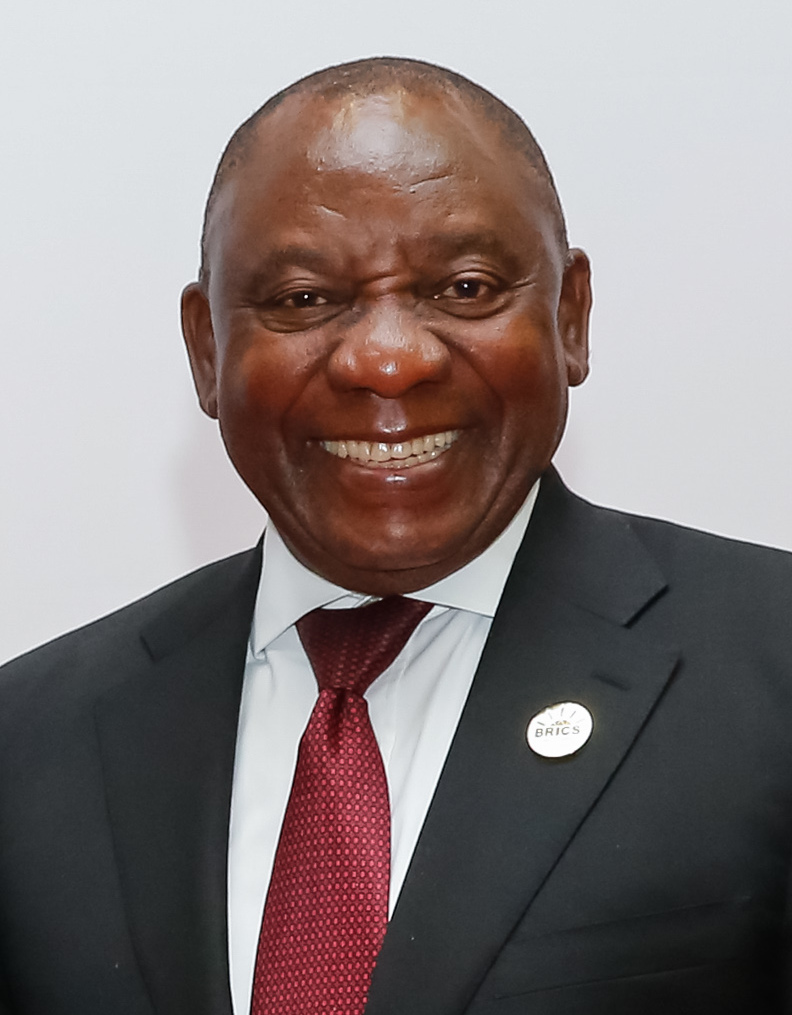
Cyril Ramaphosa, Sudáfrica.
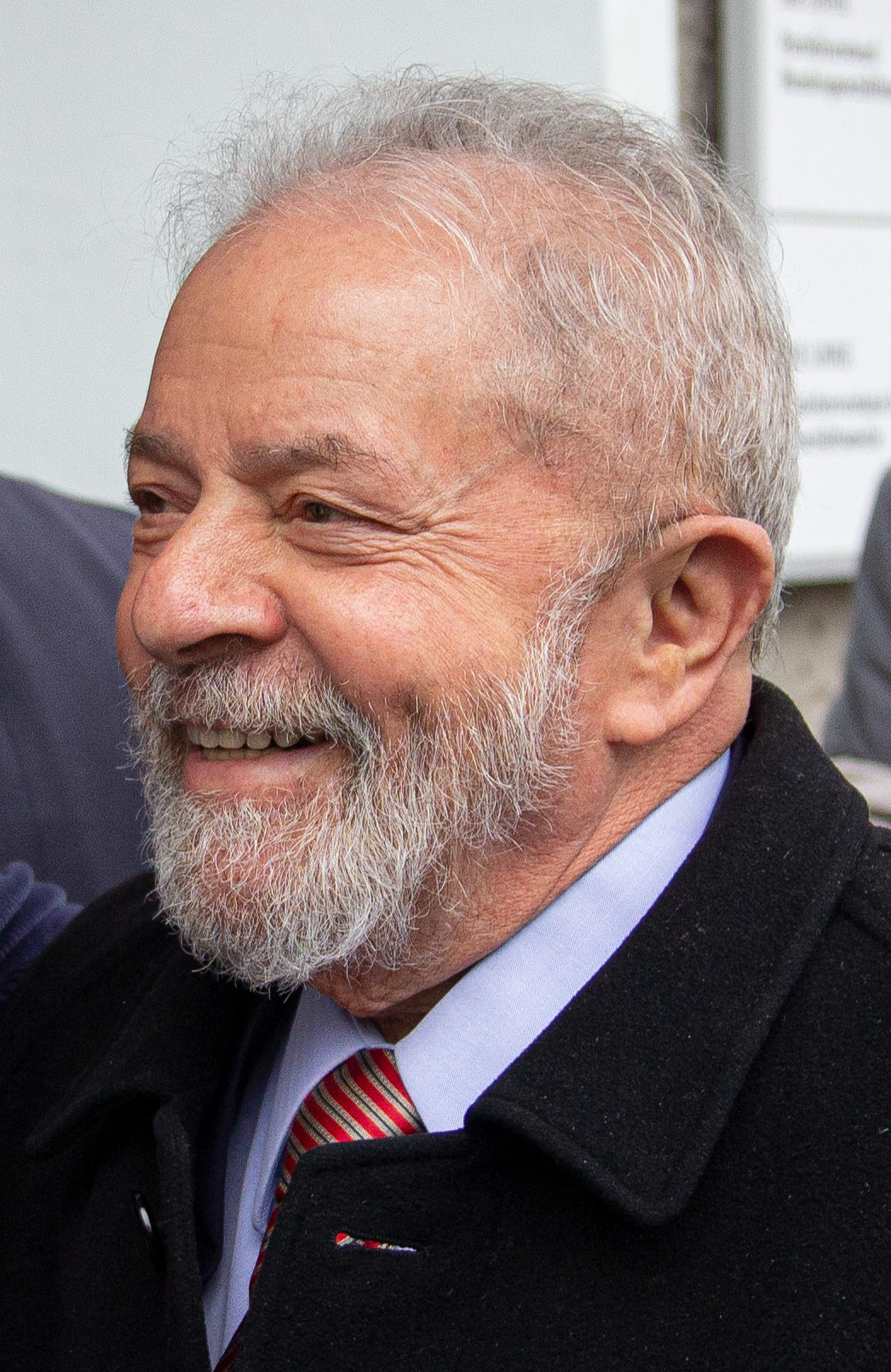
Lula da Silva, Brasil
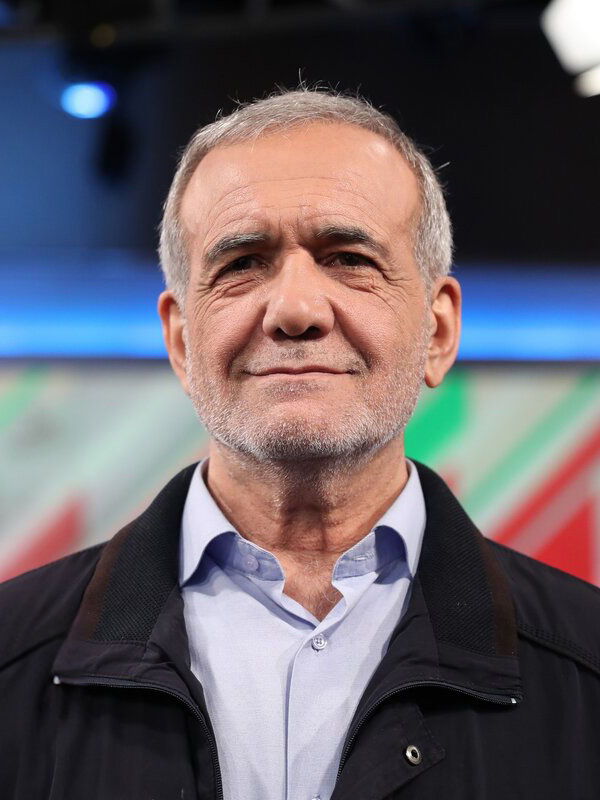
Masoud Pezeshkian, Irán
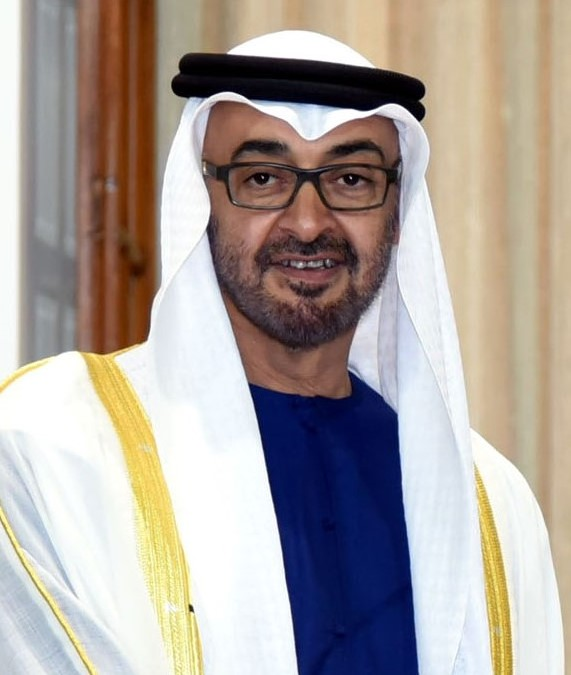
Mohamed bin Zayed Al Nahayan, Emiratos Árabes Unidos
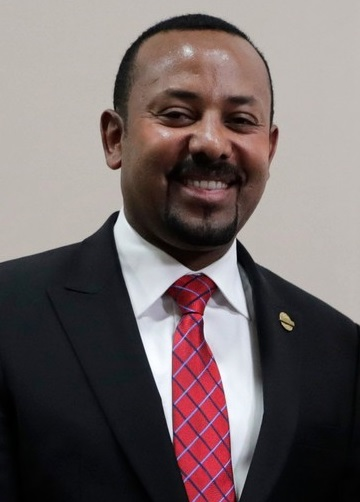
Abiy Ahmed, Etiopía
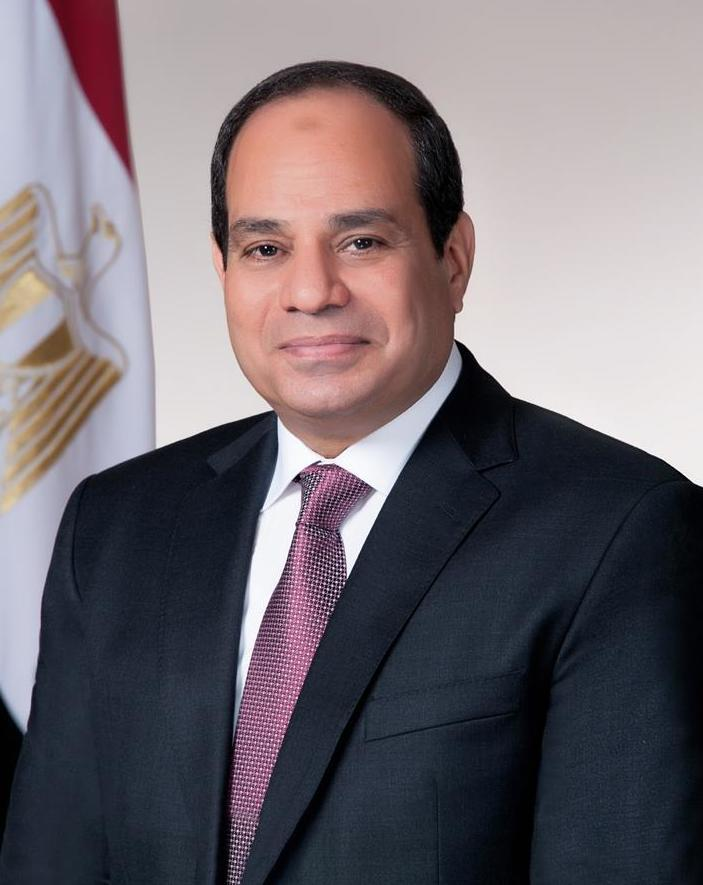
Abdelfatah El-Sisi, Egipto
Prabowo Subianto, Indonesia

### El acuerdo

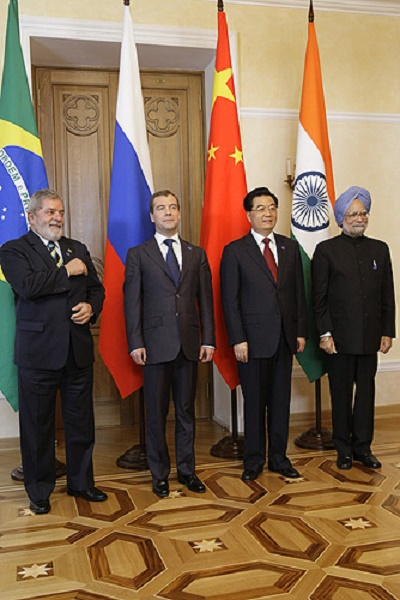
Reunión de 2009 en Ekaterimburgo, Rusia.

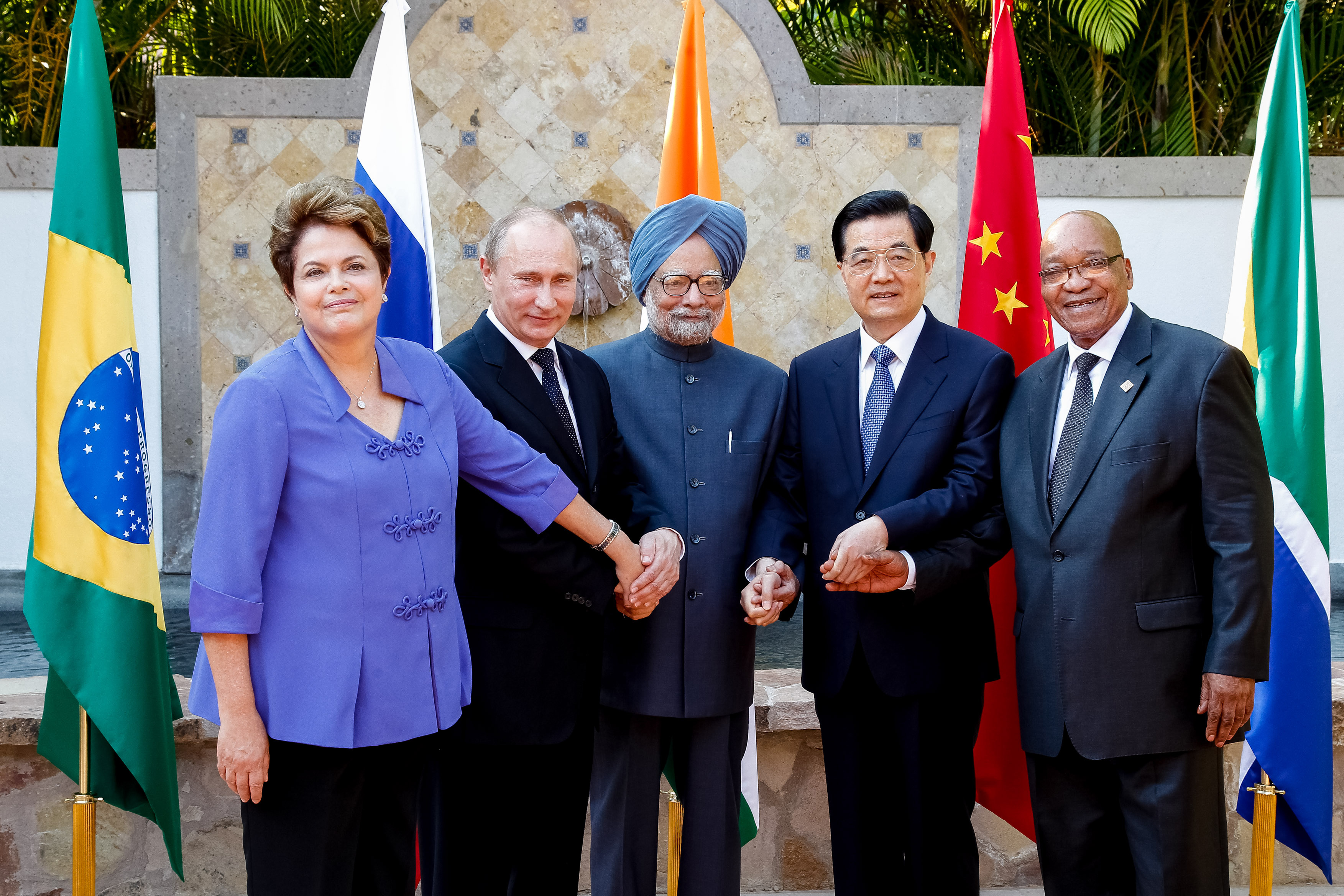
BRICS en 2012.

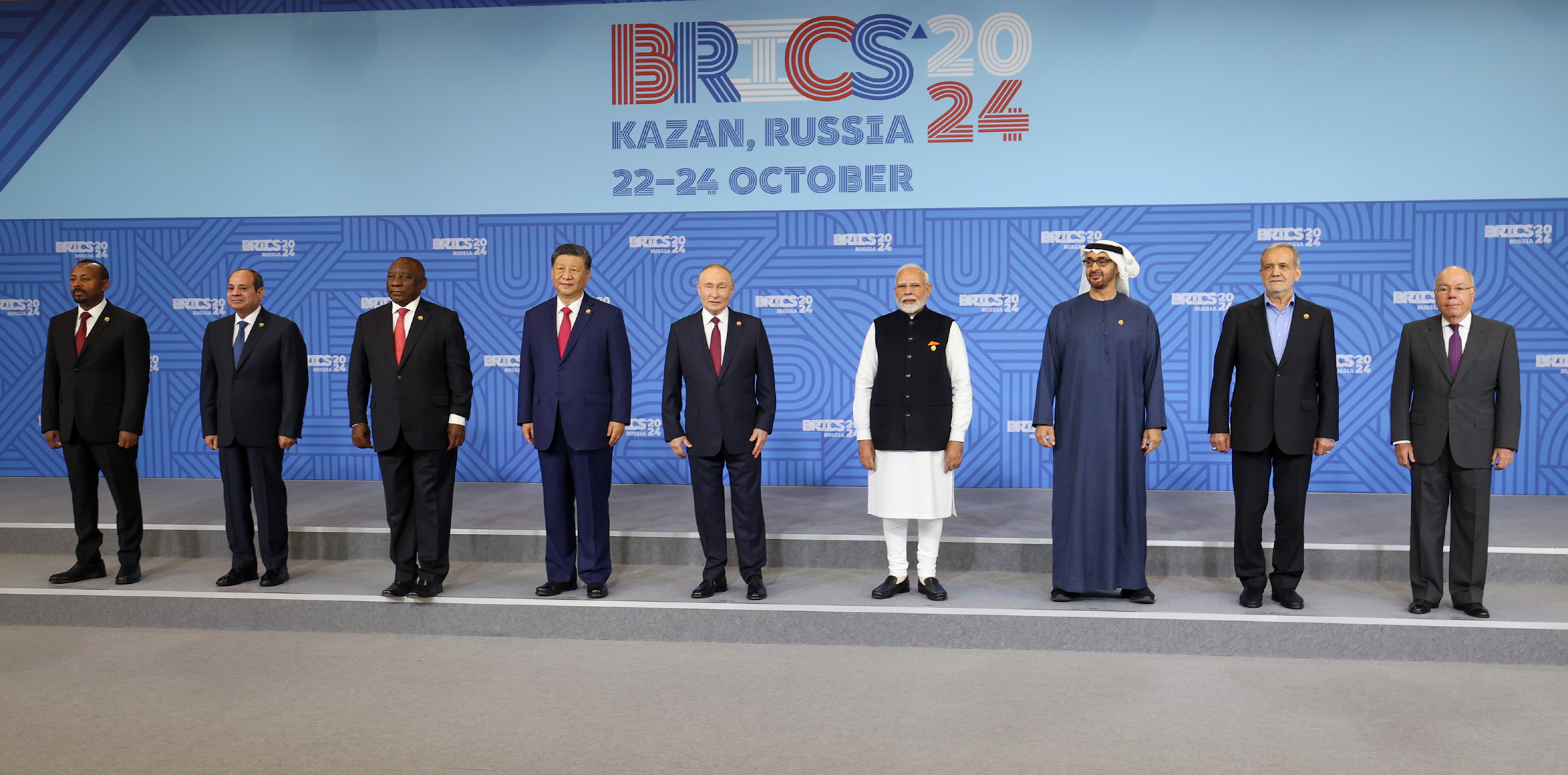
BRICS en 2024.

Varias fuentes se refieren a supuestos acuerdos “originales” del BRIC que se anticipan a la tesis de Goldman Sachs. Algunas de estas fuentes afirman que el presidente de Rusia, Vladímir Putin, era la fuerza impulsora detrás de esta coalición cooperativa original para desarrollar los países del BRIC. Sin embargo, hasta el momento, no se ha hecho público ningún texto de ningún acuerdo formal del cual los cuatro estados del BRIC sean signatarios. Esto no significa, sin embargo, que no hayan alcanzado una multiplicidad de acuerdos bilaterales o aun trilaterales. Las pruebas de estos acuerdos son abundantes y están disponibles en las páginas web de los ministerios de cada uno de los cuatro países. Los acuerdos trilaterales y los marcos de trabajo diseñados en el BRIC incluyen la Organización de Cooperación de Shanghái, los Estados miembros incluyen Rusia y China, los miembros del asociado incluyen la India, y el Foro Trilateral IBSA, que reúne a Brasil, India, y Sudáfrica en diálogos anuales. También es importante observar la coalición G-20 de países en desarrollo que incluye al BRIC con excepción de Rusia, que no es un miembro de la OMC. El G-20 funciona durante negociaciones de la organización mundial del comercio, que poseen como líderes Brasil e India.

## Comercialización
El término BRIC también es utilizado por compañías cuando se refieren a los cuatro países como una clave a sus estrategias para los mercados emergentes. En realidad, el uso de estas siglas obscurece a menudo el papel que juegan Brasil y Rusia. En la práctica, Rusia y Brasil serán poco menores que China e India para el 2050, y el resto de Asia combinada será casi igual en términos de PIB que Brasil. Sin embargo, las siglas BRIC se han adoptado extensamente. En comparación la sigla más corta IC, para referirse a India y China, no suena tan atractiva, y el término “Chindia” es de uso infrecuente. El estudio del BRIC se centra específicamente en los países grandes, no necesariamente en los más ricos o los más productivos, pero siempre fue pensado como una tesis de inversión. Si los inversionistas leyeran la investigación de Goldman cuidadosamente, y convinieran con las conclusiones, entonces los inversionistas se expondrían más a los mercados asiáticos de deuda y de equidad de Asia que a los de América Latina, excepto Brasil.
Por otra parte, cuando la “R” de BRIC se extiende más allá de Rusia y se utiliza de manera suelta para incluir toda la Europa Oriental, entonces la tesis BRIC se vuelve también interesante. En el momento de la edición de la tesis estaban todos los múltiples problemas que afectaban a Rusia (población que declina, gobierno potencialmente inestable, degradación ambiental, carencia crítica de la infraestructura moderna, etc), y la tasa de crecimiento era comparativamente mucho más baja que la de Brasil. Sin embargo, una tasa de crecimiento moderado en Brasil muestra el hecho de que el país es ya mucho más rico que China o India sobre una base de una economía per cápita, tiene un sistema financiero integrado desarrollado y más global y tiene una economía potencialmente más diversa que los otros "miembros" del BRIC debido a su abundancia de materias primas y potencial para la fabricación. En términos de PIB per cápita, Brasil se clasifica 60, Rusia 70, China 110 e India 132. En comparación, Hong Kong clasifica 28, Singapur 29 y Corea del Sur 39.
La marca británica Kobayashi-Hillary del autor e investigador están corrigiendo un libro nuevo titulado “construyendo un futuro con el BRIC” para el editor europeo Springer Verlag que examina el crecimiento de la región BRIC y de su efecto sobre el suministro global. Los contribuyentes al libro incluyen a Nandan Nilekani, y el S. Ramadorai y publicación es empizarrado para octubre de 2007.

### Otras posibles adiciones
México y Corea del Sur son la 15.ª y la 12.ª economías más grandes respectivamente en PIB nominal, solamente detrás de las economías del BRIC y del G7. Ambos países experimentan un rápido crecimiento del PIB, cerca de un 5 % al año; Jim O'Neill, experto del mismo banco que creó la tesis, declaró que en el año 2001, cuando el BRIC fue creado (sugerido), no se consideró a México, pero que sin duda ese país tiene factores muy semejantes a los de los países originales del BRIC. Por su parte, Corea del Sur tampoco fue originalmente incluida en el BRIC, a pesar de presentar un sólido crecimiento económico. Sin embargo y en estudios posteriores, Goldman Sachs sugiere integrar estos dos países al BRIC para así formar BRIMCK (M por México, C por China, y K por South Korea), cuando Jim O´Neill planteó que Corea del Sur está mejor posicionada que otros países para explotar su potencial.
En una publicación de Goldman Sachs posterior a diciembre del 2005, se explicó en detalle por qué México y Corea del Sur no fueron incluidos en el BRIC original. De todos los países que fueron analizados, solo México y Corea del Sur tienen el potencial para competir con el BRIC, pero sus economías inicialmente fueron excluidas porque fueron evaluadas como países ya más desarrollados. Debido a la popularidad y prestigio de Goldman Sachs, los términos BRIMC o BRICK o BRIMCK son usados con alguna frecuencia en los escritos técnicos, para referirse a alguna agrupación de estos seis países.

#### México
En primer lugar, junto con los BRIC (2001), Goldman Sachs argumenta que el potencial económico de Brasil, Rusia, India, México y China es tal que pueden llegar a ser (con los EE. UU.), las seis economías más dominantes en el año 2050. Debido al rápido crecimiento de infraestructura en México a partir del 2000, el aumento de clase media y la rápida disminución de los índices de pobreza [cita requerida]. se espera que tenga un PIB más alto per cápita que todos menos tres países europeos para el año 2050, esto hace que la nueva riqueza local también contribuya a la economía del país mediante la creación de un gran mercado interno de consumo que a su vez crea más puestos de trabajo.

#### Corea del Sur
A pesar de ser un país desarrollado, Corea del Sur ha estado creciendo a una velocidad comparable con Brasil y México. Más importante aún, tiene un crecimiento significativamente más alto nivel de Medio Ambiente (manera de Goldman Sachs de medir la sostenibilidad a largo plazo del crecimiento) que todos los BRIC o N-11. Los comentaristas como William Pesek Jr. de Bloomberg argumentan que Corea es "Otro" BRIC "en el Mundial de la pared", lo que sugiere que se destaca de los próximos once economías (N-11). Corea del Sur superará a Canadá en 2025 e Italia en el 2035 de acuerdo con su artículo "El N-11: Más que una sigla". Los economistas de las empresas de inversión otros sostienen que Corea tendrá un PIB per cápita de más de 90.000 dólares para el año 2050, prácticamente idénticos a los Estados Unidos y la segunda más alta entre los países del G7, las economías BRIC y N-11, lo que sugiere que la riqueza es más importante que el tamaño de los inversores en bonos, que indica que la calificación de Corea del crédito será la calificación AAA antes del año 2050.

##### Reunificación de Corea
En septiembre del 2009, Goldman Sachs publicó el 188th Global Economics Paper llamado «¿Una Corea unida?» que puso en detalle el potencial económico de una Corea unida, que superaría en PIB per cápita a todos los países del G-7 actual, con excepción de los Estados Unidos, dentro de 30-40 años; la estimación del PIB superaría los 6 mil millones de dólares en el 2050. Mano de obra barata y calificada del Norte junto con una tecnología avanzada e infraestructura en el Sur, así como la ubicación estratégica de Corea al conectar con tres potencias económicas, es probable que vaya a crear una economía mayor que la mayor parte de los países del G7. Una Corea reunificada podría ocurrir antes del 2050. Si ocurriera, la reunificación de Corea aumentaría inmediatamente la población del país a más de 70 millones de personas.

#### Colombia
Colombia dio un paso estratégico en su política exterior y económica cuando anunció formalmente su intención de ingresar al Nuevo Banco de Desarrollo de los BRICS, el bloque económico conformado por Brasil, Rusia, India, China y Sudáfrica. Esta solicitud de adhesión fue posteriormente aprobada por y anunciada por su directora Dilma Rousseff en el marco del XXVIII Foro Económico Internacional de San Petersburgo (SPIEF).

### Popularización de otros acrónimos de ampliación del BRIC

Países integrantes del BRICS.

#### El términoBRICS
Otra de las siglas manejada por la prensa o utilizada en los documentos de divulgación o de investigación es BRICS, que a los cuatro países ya citados (Brasil, Rusia, India, China) agrega Sudáfrica. El nuevo grupo, BRICS, continúa y profundiza los mismos cuestionamientos que los críticos hicieran al grupo anterior
Como ya se dijo, el término BRIC surgió para denominar a las economías emergentes más importantes. Y con posterioridad, a los cuatro países se sumó Sudáfrica, y desde entonces, el bloque puja con las economías desarrolladas en los principales organismos internacionales, para que se le reconozca mayor representación en la toma de decisiones.
Se habla también de una posible ampliación del grupo BRICS, pues distintos países han hecho planteos para unirse; en esa situación se encuentran Australia, Corea del Sur, o Indonesia, entre otros.

#### El términoBRICA
Otra de las siglas que identifica a una ampliación o posible ampliación del BRIC es el acrónimo BRICA, que al grupo núcleo BRIC agrega los principales y más influyentes países árabes petroleros (Arabia Saudita, Catar, Kuwait, Baréin, Emiratos Árabes Unidos). En los hechos, esta posible agrupación de países aún no está muy consolidada, ni respaldada por reuniones concretas o por declaraciones conjuntas. O sea, por el momento este concepto es utilizado para referirse en forma breve a este conjunto de países, fundamentalmente en notas periodísticas y en estudios económicos o académicos, sin que ello necesariamente implique una «organización» estructurada y consolidada. Algo similar ocurre con otras posibles siglas, BRIMS (BRIC sin China y con México y Sudáfrica), BRICMS o BRIMCS (BRIC más México y Sudáfrica), BRICM o BRIMC (BRIC y México), BRICSI o BRICIS (BRIC más Irán y Sudáfrica), BRICET (BRIC más Europa del Este más Turquía), etc.

## Miembros
- Brasil (2009)
- Rusia (2009)
- India (2009)
- China (2009)
- Sudáfrica (2010)
- Egipto (2024)
- Emiratos Árabes Unidos (2024)
- Etiopía (2024)
- Irán (2024)
- Indonesia (2025)

### Miembros asociados
- Bielorrusia (2025)
- Bolivia (2025)
- Cuba (2025)
- Kazajistán (2025)
- Malasia (2025)
- Nigeria (2025)
- Tailandia (2025)
- Turquía (2025)
- Uganda (2025)
- Uzbekistán (2025)
- Vietnam (2025)

### Países que rechazaron el ingreso
- Argentina (2023)[75][76]
- Argelia (2024)[77]

### Países que solicitaron el ingreso
- Venezuela (2024)